# Joan Riera Martí
Joan Riera Martí   (Montcada i Reixac, 6 de febrer de 1938) va ser un jugador de bàsquet català de la dècada de 1960.
Va ser jugador del CB Aismalíbar de la seva localitat natal, on jugà entre 1953 i 1964. Formà part d'un gran equip, en que coincidí amb homes com els germans Martínez, Alfonso i José Luis, Emiliano Rodríguez o Nino Buscató. A continuació s'incorporà al CB Ripollet com a jugador-entrenador. Amb el Ripollet disputà dues promocions d'ascens a primera divisió. La temporada 1967-68 fitxà pel CE Manresa, amb el que assolí l'esmentat ascens.
Retornà al Ripollet, on fou jugador-entrenador, i més tard, només entrenador. La seva carrera d'entrenador continuà als clubs CE Laietà, CB Santa Coloma, CB Mollet, La Salle, novament Ripollet (1984-90) i CB Elvira Cuyàs.
Amb la selecció espanyola jugà 5 partits. L'any 2001 fou nomenat Històric del Bàsquet Català.